# United States Navy Fighter Weapons School

Märke som delas ut till dem som genomgått Navy Fighter Weapons School.

Navy Strike Fighter Tactics Instructor Course (förkortning: SFTIC), mer känt som TOPGUN, är ett vidareutbildningsprogram i USA:s flotta för utvalda amerikanska marinflygare (både piloter och vapensystemoperatörer), som efter genomgånget program återvänder till sina skvadroner för att där vara instruktörer.
TOPGUN-programmet började 3 mars 1969 inom ramen för United States Navy Fighter Weapons School (förkortning: NFWS), då vid Naval Air Station Miramar utanför San Diego i Kalifornien. Redan innan Vietnamkrigets slut uppnåddes en reverserad trend och programmet fick ryktet att där utbildades världens främsta jaktpiloter.
Under 1996 flyttade NFWS och TOPGUN från Miramar till Naval Air Station Fallon i Nevada och infogades i Naval Aviation Warfighting Development Center.

## Bakgrund

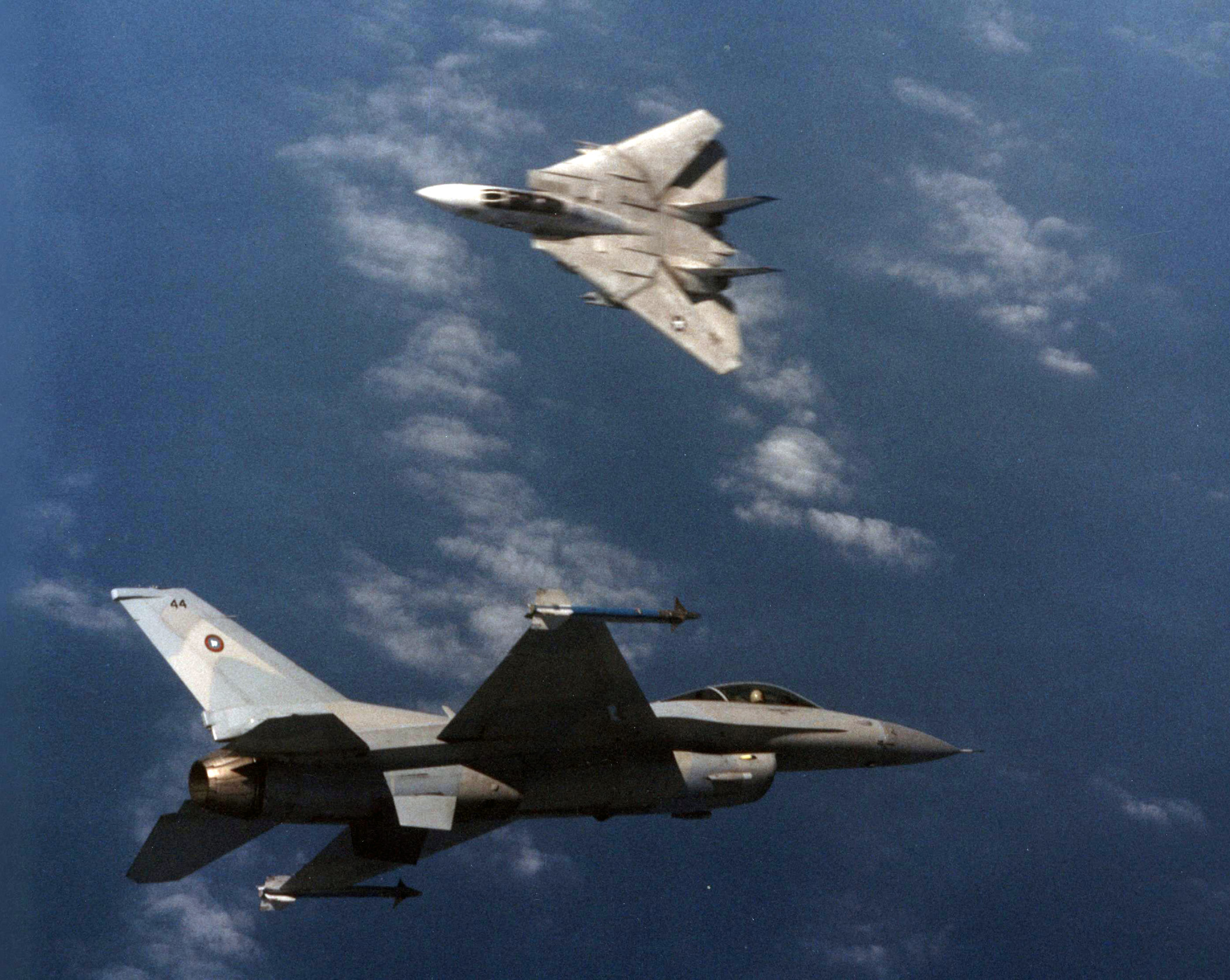
F-14 Tomcat i kurvstrid med F-16 Fighting Falcon. Foto från mars 1989.

Inrättandet av TOPGUN hade föregåtts av en rapport författad av kommendör Frank Ault (Report of the Air-to-Air Missile System Capability Review, även benämnd som Aultrapporten) som identifierade orsaker och samband liksom vad som behövde göras. Syftet med utbildningsprogrammet, som då var fyra veckor långt, var att vända trenden under Vietnamkriget, där Nordvietnams MiG-17 orsakat stora amerikanska förluster i luften, och att återfå övertaget i kurvstrid.
Vid grundandet 1969 flögs det i flottan med F-4 Phantom II och F-8 Crusader, liksom A-4 Skyhawk och F-5 Freedom Fighter, följt därefter av F-14 Tomcat och F/A-18 Hornet, fram till dagens F/A-18 Super Hornet och F-35 Lightning II. F-35 introducerades vid TOPGUN-programmet i juni 2020.
1996 flyttade TOPGUN från Naval Air Station Miramar till Naval Air Station Fallon och inordnades som en del av Naval Strike and Air Warfare Center (NSAWC). 2015 byttes namnet till Naval Aviation Warfighting Development Center (NAWDC).
På 2000-talet har programmet förlängts till 13 veckor. Nyblivna Instruktörer förväntas kunna allt det lärt sig innantill och framföra det vid en föreläsning där de grillas av sin kollegor ("murder board") in i minsta detalj.

## Populärkultur
TOPGUN har skildrats och levt vidare i populärkulturen genom den kommersiellt framgångsrika långfilmen Top Gun från 1986 i regi av Tony Scott. En uppföljare, Top Gun: Maverick släpptes under 2022, alltjämt med Tom Cruise i huvudrollen.